# Okręg wyborczy nr 93 do Senatu Rzeczypospolitej Polskiej
Okręg wyborczy nr 93 do Senatu Rzeczypospolitej Polskiej obejmuje obszar miasta na prawach powiatu Konina oraz powiatów kolskiego, konińskiego i tureckiego (województwo wielkopolskie). Wybierany jest w nim 1 senator na zasadzie większości względnej.
Utworzony został w 2011 na podstawie Kodeksu wyborczego. Po raz pierwszy zorganizowano w nim wybory 9 października 2011. Wcześniej obszar okręgu nr 93 należał do okręgu nr 36.
Siedzibą okręgowej komisji wyborczej jest Konin.

## Reprezentanci okręgu
| Rok  | Rok            | Senator               | Komitet wyborczy         |
| ---- | -------------- | --------------------- | ------------------------ |
|      | 2011           | Ireneusz Niewiarowski | Platforma Obywatelska RP |
|      | 2015           | Margareta Budner      | Prawo i Sprawiedliwość   |
| 2019 |                | Margareta Budner      | Prawo i Sprawiedliwość   |
| 2023 | Leszek Galemba |                       | Prawo i Sprawiedliwość   |

## Wyniki wyborów
Symbolem „●” oznaczono senatora ubiegającego się o reelekcję.

### Wybory parlamentarne 2011
| Kandydat                                                                                      | Kandydat                | Komitet wyborczy                    | Głosów | Głosów | Głosów |
| Kandydat                                                                                      | Kandydat                | Komitet wyborczy                    | Liczba | %      | +/–    |
| --------------------------------------------------------------------------------------------- | ----------------------- | ----------------------------------- | ------ | ------ | ------ |
|                                                                                               | Ireneusz Niewiarowski ● | Platforma Obywatelska RP            | 39 507 | 30,68  | –      |
|                                                                                               | Margareta Budner        | Prawo i Sprawiedliwość              | 33 255 | 25,83  | –      |
|                                                                                               | Kazimierz Pałasz        | Sojusz Lewicy Demokratycznej        | 30 444 | 23,64  | –      |
|                                                                                               | Dorota Gapska           | Polskie Stronnictwo Ludowe          | 13 744 | 10,67  | –      |
|                                                                                               | Zbigniew Zbierski       | Nowa Prawica – Janusza Korwin-Mikke | 7949   | 6,17   | –      |
|                                                                                               | Katarzyna Bider         | KWW Katarzyna Elżbieta Bider        | 3856   | 2,99   | –      |
| Frekwencja: 44,07% Liczba głosów ważnych: 128 755 (96,40%) Źródło: Państwowa Komisja Wyborcza |                         |                                     |        |        |        |

*Ireneusz Niewiarowski reprezentował w Senacie VII kadencji (2007–2011) okręg nr 36.

### Wybory parlamentarne 2015
| Kandydat                                                                                      | Kandydat                | Komitet wyborczy                             | Głosów | Głosów | Głosów |
| Kandydat                                                                                      | Kandydat                | Komitet wyborczy                             | Liczba | %      | +/–    |
| --------------------------------------------------------------------------------------------- | ----------------------- | -------------------------------------------- | ------ | ------ | ------ |
|                                                                                               | Margareta Budner        | Prawo i Sprawiedliwość                       | 53 754 | 39,98  | +14,15 |
|                                                                                               | Ireneusz Niewiarowski ● | Platforma Obywatelska RP                     | 31 750 | 23,62  | –7,06  |
|                                                                                               | Andrzej Grzeszczak      | KWW Kukiz’15                                 | 19 677 | 14,64  | –      |
|                                                                                               | Marek Sawicki           | Nowoczesna Ryszarda Petru                    | 12 877 | 9,58   | –      |
|                                                                                               | Eugeniusz Piguła        | KKW Zjednoczona Lewica SLD+TR+PPS+UP+Zieloni | 12 513 | 9,31   | –14,33 |
|                                                                                               | Zdzisław Jankowski      | Polska Patriotyczna                          | 2082   | 1,55   | –      |
|                                                                                               | Eugeniusz Maciejewski   | Piast – Jedność Myśli Europejskich Narodów   | 1786   | 1,33   | –      |
| Frekwencja: 45,77% Liczba głosów ważnych: 134 439 (97,01%) Źródło: Państwowa Komisja Wyborcza |                         |                                              |        |        |        |

### Wybory parlamentarne 2019
| Kandydat                                                                                      | Kandydat           | Komitet wyborczy                           | Głosów | Głosów | Głosów |
| Kandydat                                                                                      | Kandydat           | Komitet wyborczy                           | Liczba | %      | +/–    |
| --------------------------------------------------------------------------------------------- | ------------------ | ------------------------------------------ | ------ | ------ | ------ |
|                                                                                               | Margareta Budner ● | Prawo i Sprawiedliwość                     | 98 117 | 59,34  | +19,36 |
|                                                                                               | Maciej Sytek       | KKW Koalicja Obywatelska PO .N iPL Zieloni | 67 219 | 40,66  | +7,47  |
| Frekwencja: 57,82% Liczba głosów ważnych: 165 336 (96,71%) Źródło: Państwowa Komisja Wyborcza |                    |                                            |        |        |        |

### Wybory parlamentarne 2023
| Kandydat                                                                                      | Kandydat          | Komitet wyborczy                                                           | Głosów | Głosów | Głosów |
| Kandydat                                                                                      | Kandydat          | Komitet wyborczy                                                           | Liczba | %      | +/–    |
| --------------------------------------------------------------------------------------------- | ----------------- | -------------------------------------------------------------------------- | ------ | ------ | ------ |
|                                                                                               | Leszek Galemba    | Prawo i Sprawiedliwość                                                     | 87 454 | 44,06  | –15,28 |
|                                                                                               | Anna Majda        | KKW Trzecia Droga Polska 2050 Szymona Hołowni – Polskie Stronnictwo Ludowe | 77 436 | 39,02  | –      |
|                                                                                               | Barbara Bilska    | Konfederacja Wolność i Niepodległość                                       | 18 827 | 9,49   | –      |
|                                                                                               | Krystian Krawczyk | Bezpartyjni Samorządowcy                                                   | 14 752 | 7,43   | –      |
| Frekwencja: 71,93% Liczba głosów ważnych: 198 469 (98,07%) Źródło: Państwowa Komisja Wyborcza |                   |                                                                            |        |        |        |